# Präsidentschaftswahl in Indien 2007

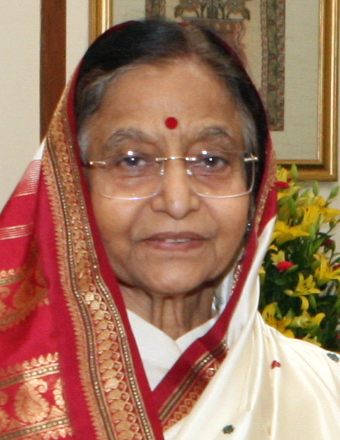
Pratibha Patil (2012)

Die Präsidentschaftswahl in Indien 2007 fand am 19. Juli 2007 statt. Es war die dreizehnte Wahl des Staatspräsidenten in Indien seit der Unabhängigkeit. Gewählt wurde die Kandidatin der Kongresspartei, Pratibha Patil. Sie war die erste Frau in diesem Amt.

## Vorgeschichte
Die Amtszeit des 2002 gewählten Präsidenten A. P. J. Abdul Kalam ging am 24. Juli 2007 zu Ende. Gegen Ende seiner Amtsperiode begannen daher Diskussionen um die mögliche Nachfolge. 
Am 18. Juni 2007 sprach sich die United National Progressive Alliance, ein lockerer Zusammenschluss von 8 Regionalparteien, die nicht der Kongresspartei oder der Bharatiya Janata Party (BJP) verbunden waren, für eine erneute Amtszeit Kalams aus.
Am 6. Juni 2007 erklärte die Bharatiya Janata Party (BJP), dass sie den bisherigen Vizepräsidenten Bhairon Singh Shekhawat bei der Wahl unterstützen wolle, wenn er als parteiunabhängiger Kandidat antreten würde. Im Vorfeld gab es auch längere Gespräche zwischen der von der Kongresspartei angeführten Parteienkoalition der United Progressive Alliance (UPA) und den Linksparteien (CPM, CPI, AIFB, RSP) über einen möglichen gemeinsamen Kandidaten. Die letzteren forderten, dass diesmal eine Frau zur Kandidatin gemacht werden müsse und schließlich einigte man sich auf die 73-jährige Gouverneurin von Rajasthan Pratibha Patil als gemeinsame Kandidatin für das Amt. Die Entscheidung wurde am 14. Juni 2007 durch die Vorsitzende der UPA Sonia Gandhi bekanntgegeben. Auch die Bahujan Samaj Party unter Mayawati schloss sich dieser Wahlempfehlung an.
Am 22. Juni 2007 trat Patil von ihrem Amt als Gouverneurin zurück, um für das Präsidentenamt kandidieren zu können. Nachdem sich Kalam zunächst nicht hinsichtlich der Möglichkeit einer zweiten Amtsperiode geäußert hatte, überraschte er am 22. Juni 2007 die Öffentlichkeit mit seiner Bemerkung, dass er zu einer zweiten Amtsperiode bereit sei, wenn gesichert wäre, dass er als Konsens-Kandidat gewählt würde. Dies wurde jedoch von der Kongresspartei und den Linksparteien, die sich auf Patil festgelegt hatten abgelehnt. Am 23. Juni 2007 schloss Kalam daher eine zweite Amtszeit aus.
In Reaktion darauf erklärte die von der BJP angeführte National Democratic Alliance (NDA) am 22. Juli 2007 ihre Unterstützung für die Kandidatur Shekhawats. Allerdings verkündete die NDA-Partei Shiv Sena am 25. Juni 2007, bei der Wahl für die aus Maharashtra stammende Patil stimmen zu wollen. All India Trinamool Congress in Westbengalen und Janata Dal (Secular) in Karnataka erklärten, obwohl sie in beiden Staaten in Wahlbündnissen mit der BJP standen, sich bei der Abstimmung enthalten zu wollen. Angesichts der ungünstiger werdenden Wahlaussichten des NDA-Kandidaten Shekhawat rief Oppositionsführer L. K. Advani die Parlamentarier dazu auf, bei der Wahl nicht der Parteidisziplin, sondern ihrer eigenen Überzeugung zu folgen („conscience vote“), in der Hoffnung dadurch einige Abgeordnete der Gegenseite auf die Seite Shekhawats zu ziehen.
Die United National Progressive Alliance beschloss am 15. Juli 2007 ihren Parlamentariern Wahlenthaltung zu empfehlen.

## Wahlablauf und -ergebnis

Mehrheiten nach Bundesstaaten:

Am 16. Juni 2007 wurde die Wahltermine bekannt gegeben. Kandidatennominierungen konnten bis zum 30. Juni 2007 erfolgten. Am 2. Juli 2007 wurde über die Gültigkeit der Nominierungen entschieden, wobei nur Pratibha Patil und Bhairon Shekhawat zur Wahl zugelassen wurden. Die eigentliche Wahl fand am 19. Juli 2007 statt und die Stimmauszählung erfolgte am 21. Juli 2007.
Das Wahlkollegium (Electoral College) setzte sich aus den 776 gewählten Mitgliedern beider Kammern des Parlaments (Lok Sabha 543, Rajya Sabha 233) und aus 4120 gewählten Abgeordneten der 28 Bundesstaaten und der beiden Unionsterritorien Delhi und Pondicherry zusammen. Zusammen umfasste es 4.896 Abgeordnete. Insgesamt beteiligten sich 4.472 Abgeordnete an der Abstimmung, was einer Wahlbeteiligung von 91,3 % entsprach.
| Kandidat                 | Abgeordnete von Lok Sabha und Rajya Sabha | Abgeordnete der Parlamente der Bundesstaaten | Gewichtete Stimmen | in Prozent |
| ------------------------ | ----------------------------------------- | -------------------------------------------- | ------------------ | ---------- |
| Pratibha Devisingh Patil | 442                                       | 2.489                                        | 638.116            | 65,82      |
| Bhairon Singh Shekhawat  | 232                                       | 1.217                                        | 331.306            | 33,18      |
| Gesamt                   | zusammen 4.380                            | zusammen 4.380                               | 969.422            | 100,0      |

78 von 4.472 Abgeordneten stimmten ungültig ab (1,7 %). 
Bei der Wahl zeigte sich, dass einige Abgeordnete der NDA entgegen ihrer offiziellen Parteilinie abgestimmt und für Pratibha Patil votiert hatten („cross-voting“). Dies betraf vor allem die Staaten Bihar, Jharkhand, Madhya Pradesh, Nagaland, Orissa, Arunachal Pradesh und Rajasthan. In Assam stimmten 15 der 24 Parlamentarier der Asom Gana Parishad entgegen der Parteilinie (Enthaltung) für Patil. Auch von Seiten der Abgeordneten aus Lok Sabha und Rajya Sabha erhielt Patil mehr Stimmen, als die Regierungskoalition zusammen mit der Bahujan Samaj Party Mandate hatte (442 statt 426). Aus den Parlamenten der Bundesstaaten stimmten 2.489 für Pratil und 1.217 für Shekhawat. Von den Bundesstaaten konnte Shekhawat nur Gujarat, Madhya Pradesh, Chhattisgarh, Rajasthan, Orissa und Punjab mehrheitlich für sich gewinnen. Sehr knapp fiel das Ergebnis in Karnataka zugunsten von Patil aus (83 gegen 82 Abgeordnete). In einzelnen Bundesstaaten profitierte auch Shekhawat von Parteiabweichlern, so in Tamil Nadu, wo er Stimmen von AIADMK, MDMK und DMK-Parlamentariern erhielt und in Rajasthan, wo einige Abgeordnete des INLD entgegen der offiziellen Parteilinien (Enthaltung) für ihn stimmten.
Nach Bekanntgabe des Wahlergebnisses erklärte Premierminister Manmohan Singh das Ergebnis zu einer „Abstimmung gegen Kräfte der Uneinheit“ („a vote against divisive forces“) und Außenminister Pranab Mukherjee sprach davon, dass der Aufruf zu einer Gewissenswahl dazu geführt habe, dass das Gewissen sich für die andere Seite entschieden habe („Conscience has gone on the other side“).
Am 25. Juli 2007 trat Pratibha Patil ihr Amt als Staatspräsidentin an.